# 佃住吉講

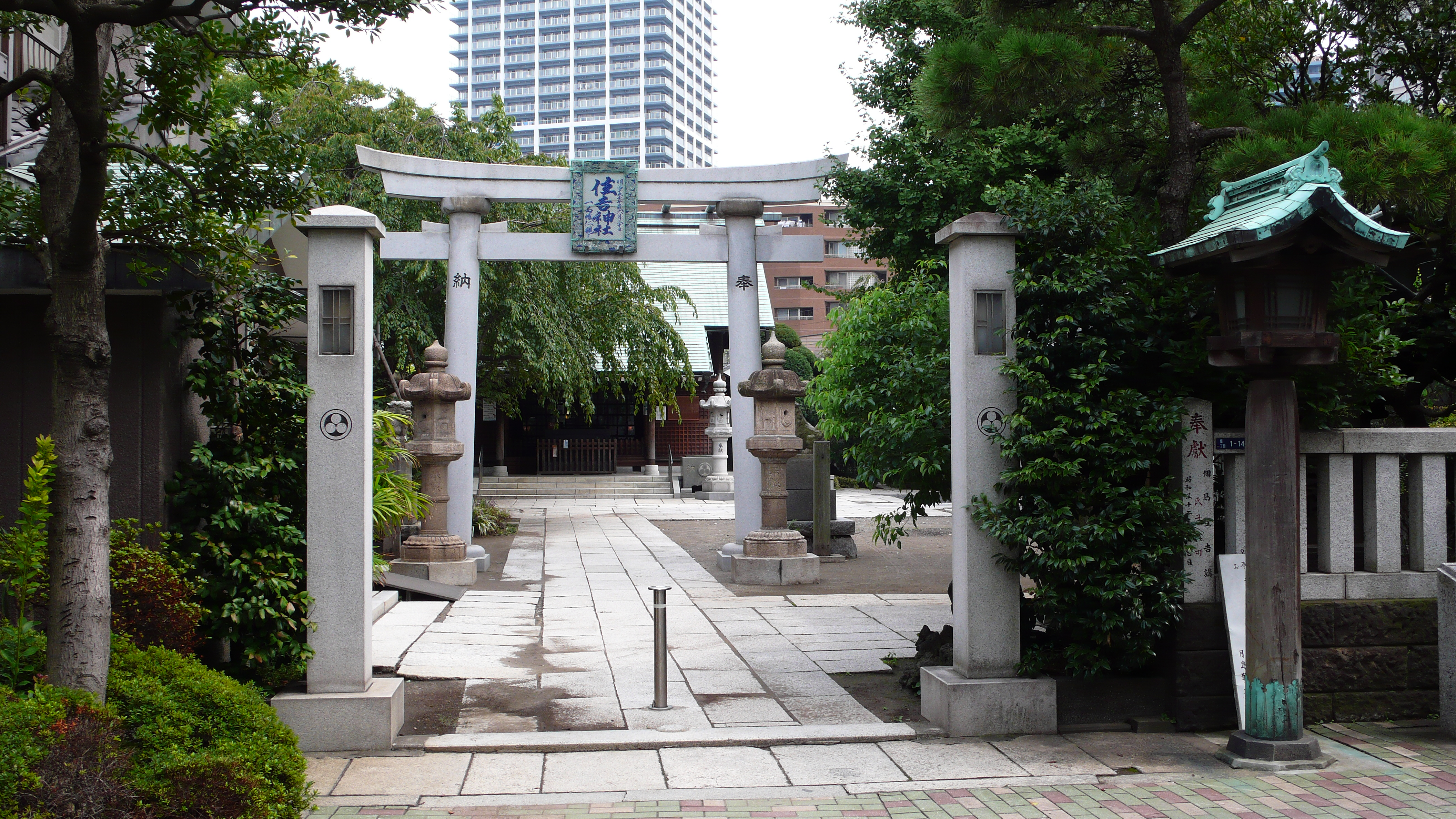
住吉神社

佃住吉講（つくだすみよしこう）は、東京都中央区佃に置かれた住吉神社の祭礼・各種行事を運営する任意団体である。正保三年（1646年）6月29日、佃嶋（現在の東京都中央区佃）に住吉神社が創建され、元禄七年(1694年）には、初めての講組織、佃嶋氏子中が誕生し、1947年（昭和22年）に佃住吉講と名称変更した。

## 諸元
- 名称：佃住吉講
- 創立：1964年8月6日
- 目的：佃住吉神社の祭典を掌ると共に神社の維持に貢献し敬神の念を深め、併せて家運の隆盛繁栄を祈願する事。

### 事業
- 住吉神社の祭礼・各種行事の運営
- 佃嶋にまつわる伝統文化の伝承
- 佃に関する広報
- 各種諸団体との連携、協力

## 沿革
1646年6月29日住吉神社創建。
1694年8月6日河上正吉らが初めての講組織を結成。
1947年（昭和22年）講の名称を佃嶋氏子中から佃住吉講に変更。
2005年8月住吉神社鎮座360年記念例大祭を執行。
2008年6月29日平成20年度大祭祭礼本部設置。
2009年8月2日50年ぶりの千貫神輿奉祝記念巡行

## 行事
1月1日新年初詣警護
2月3日節分祭
2月24日初午祭
3月22日から4月6日さくら祭り
3月30日龍神祭
7月5日総寄合
8月6日例祭